# Hoẵng châu Âu
Hoẵng châu Âu (Capreolus capreolus) (tiếng Anh: Roe Deer) là một loài động vật có vú guốc chẵn thuộc Họ Hươu nai. Loài này được Linnaeus mô tả năm 1758. Chúng có kích thước tương đối nhỏ, màu đỏ và nâu xám, thích nghi tốt với khí hậu lạnh. Loài này phổ biến ở châu Âu, từ Địa Trung Hải đến Scandinavia, từ Scotland đến Kavkaz, và phía đông đến miền bắc Iran và Iraq. Chúng khác với loài hoẵng Siberia lớn hơn một chút.

## Hình ảnh

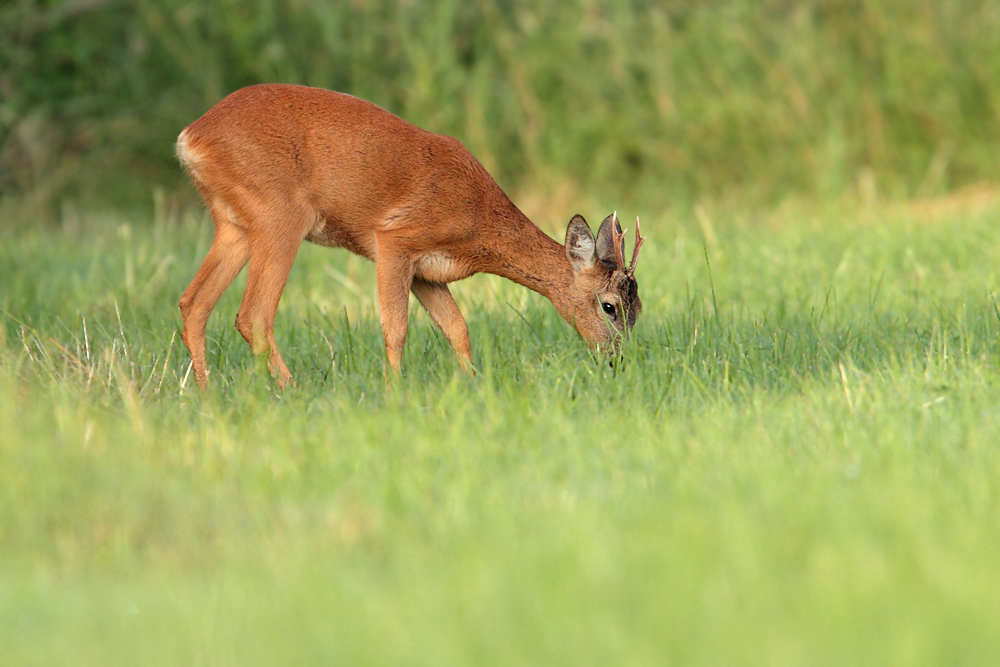
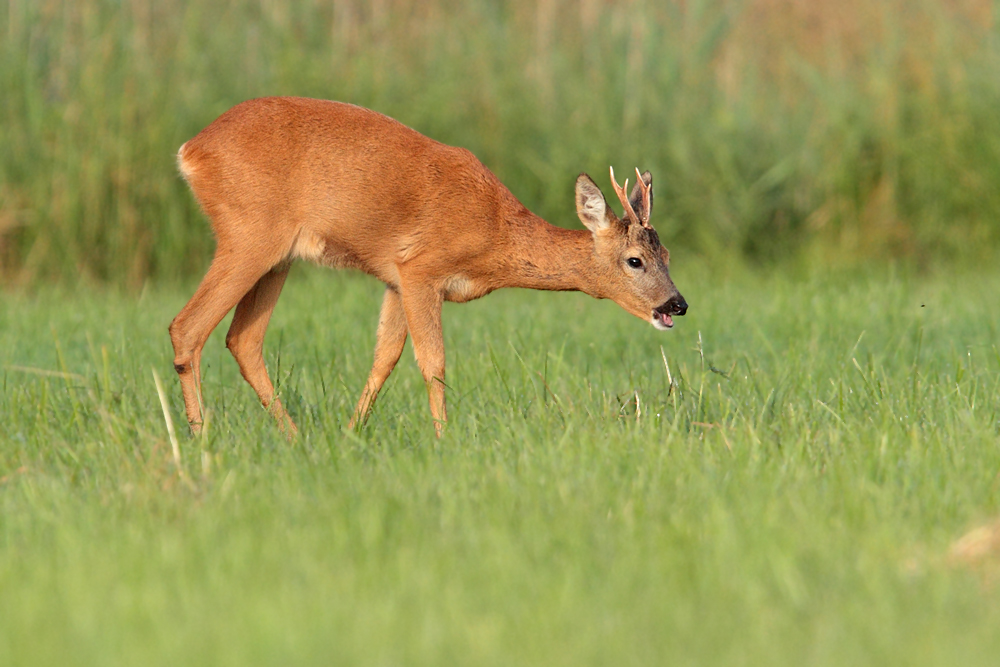
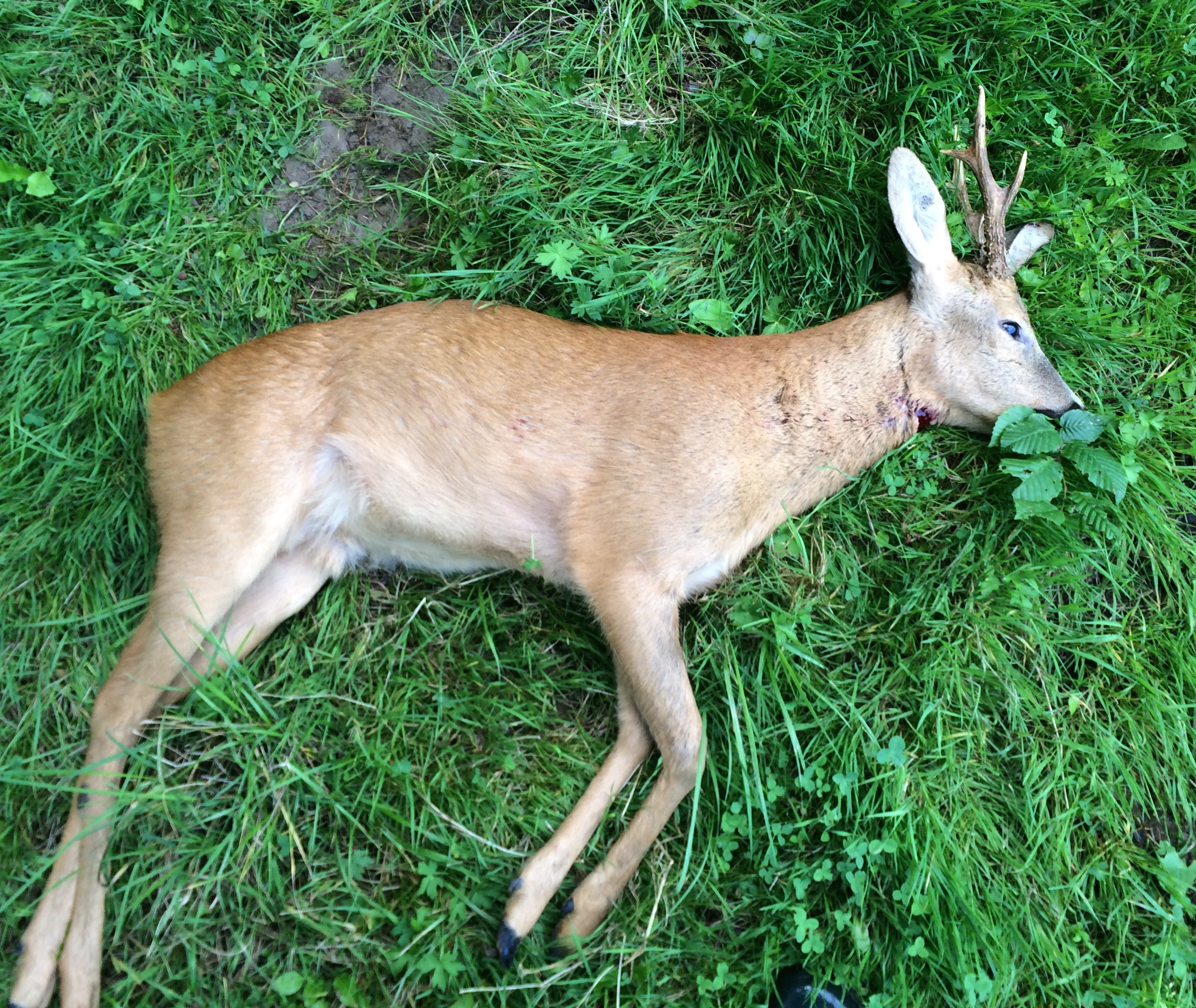
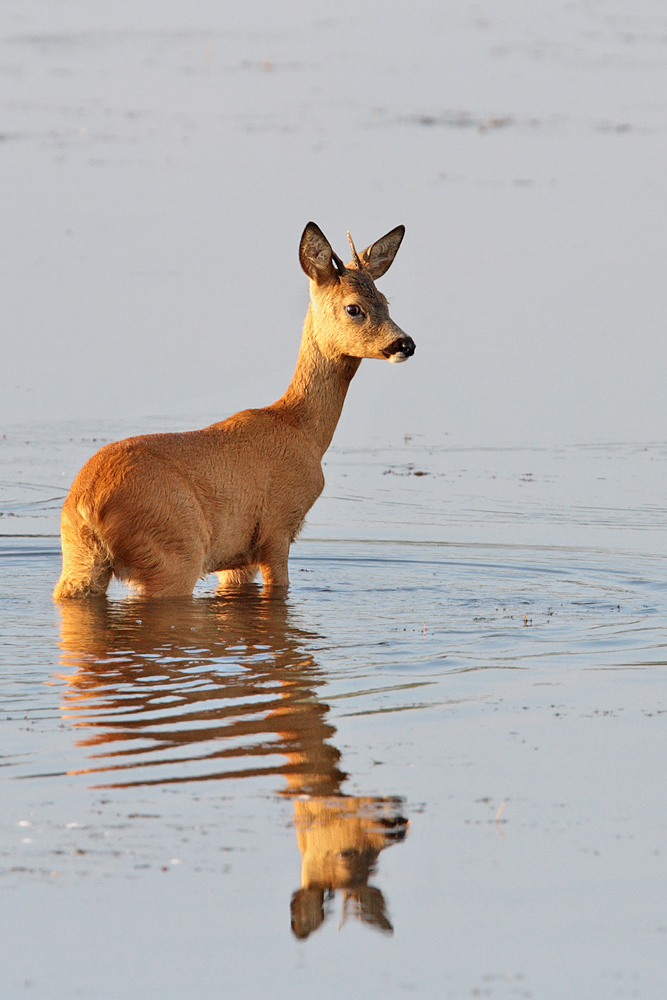
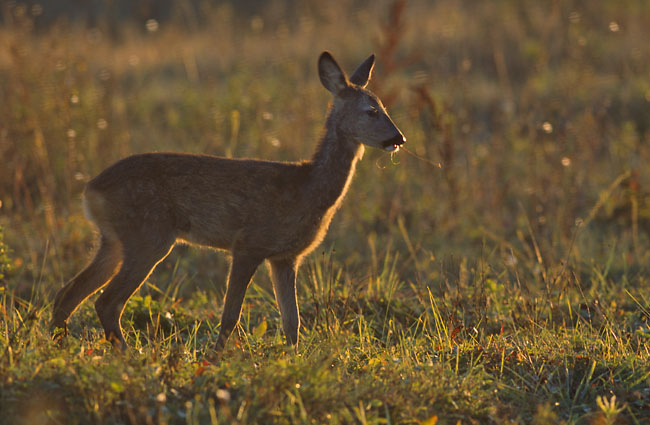
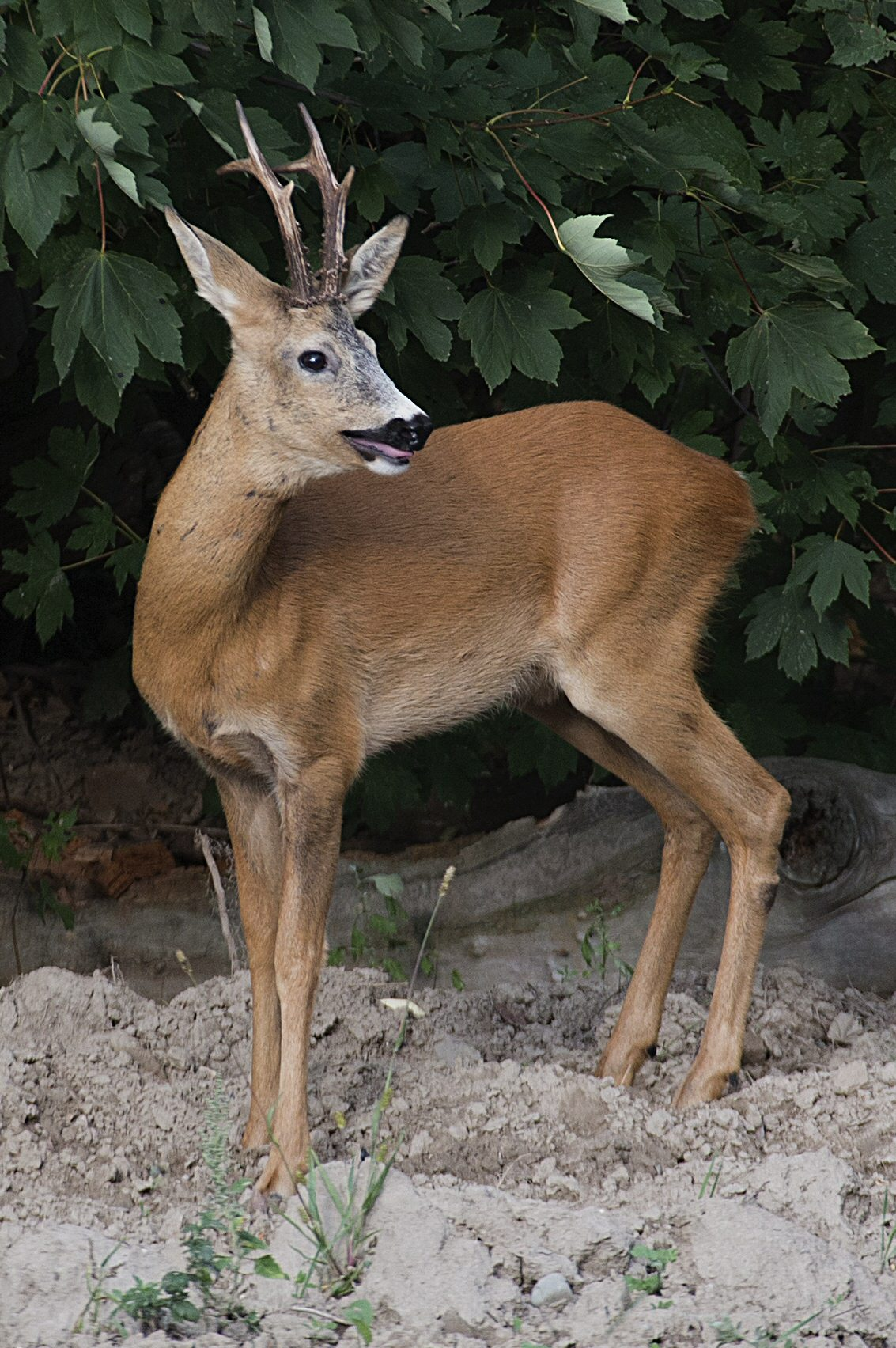
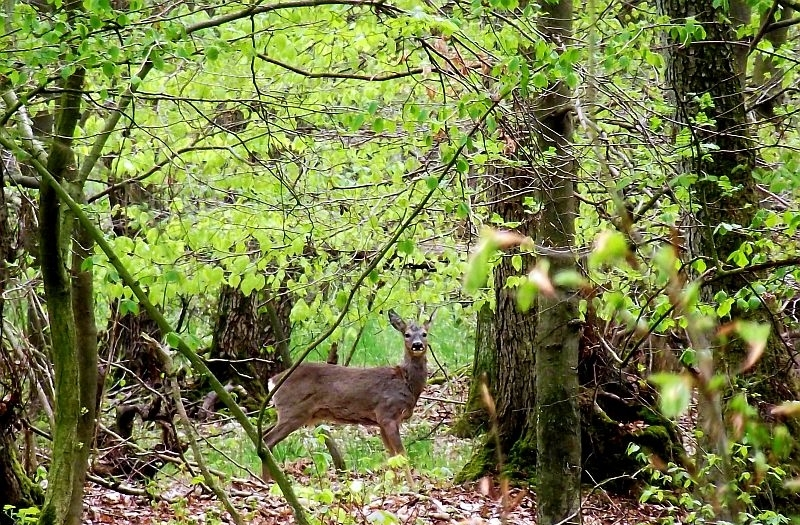
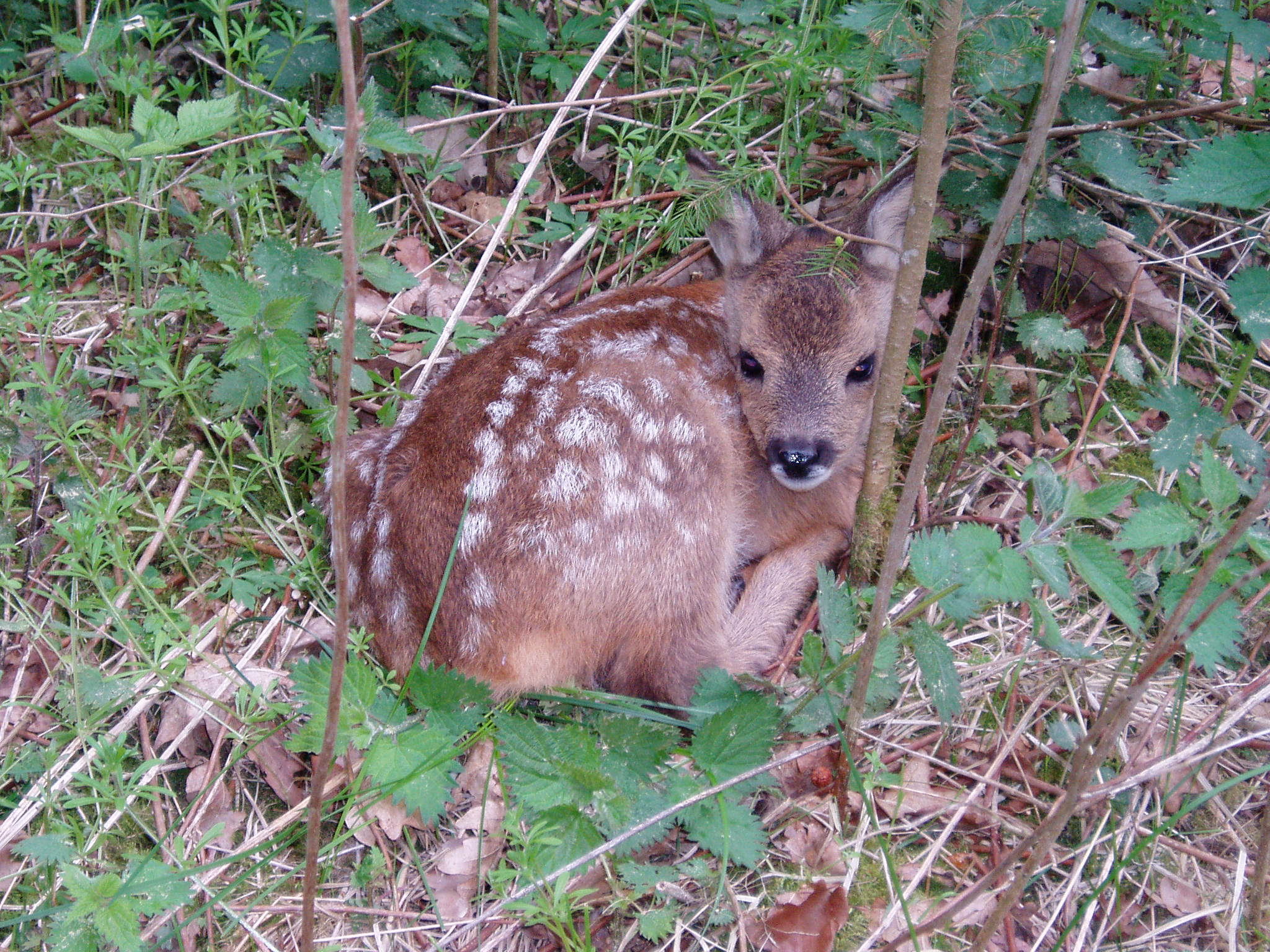
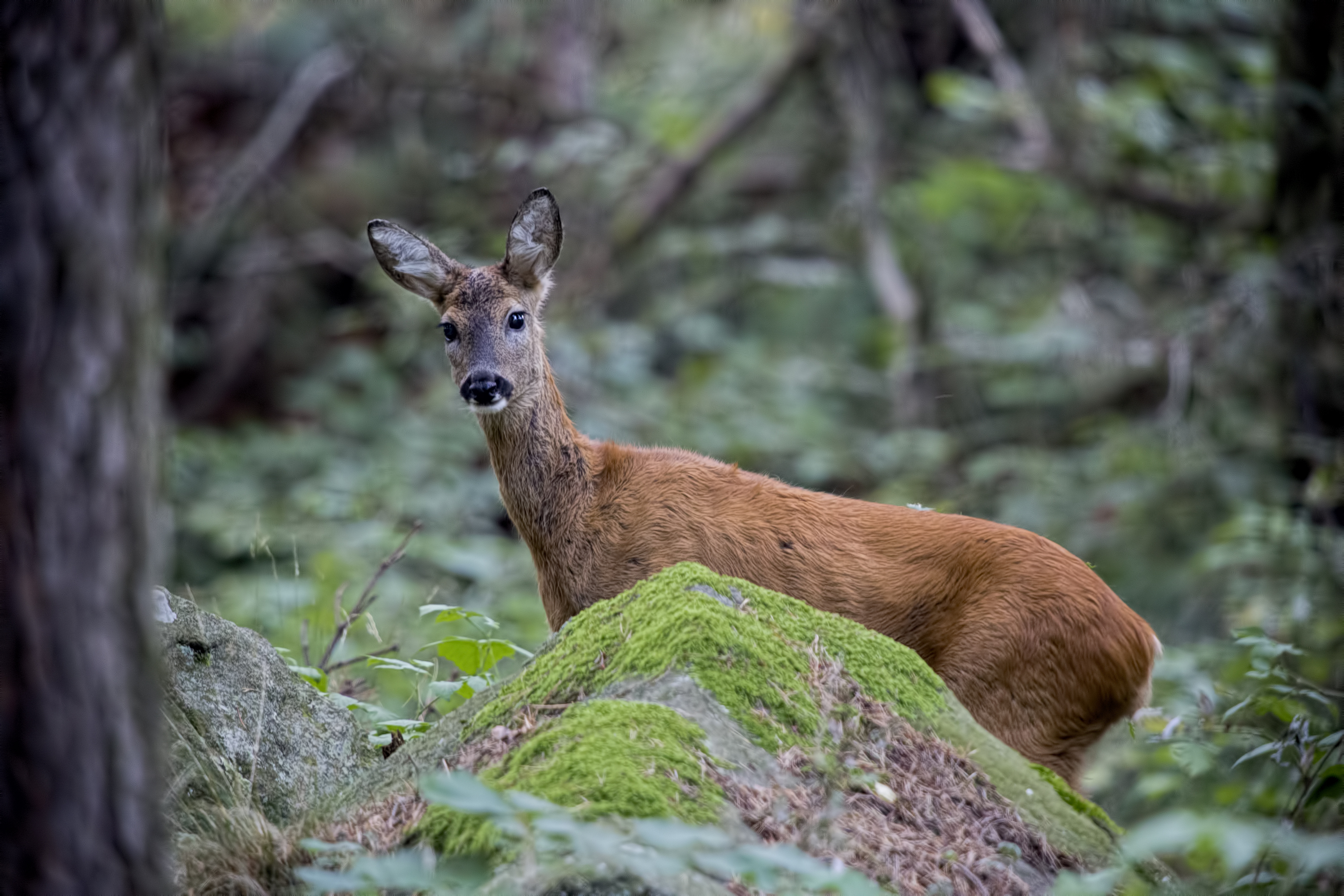

## Kích thước và ngoại hình
Chúng có kích thước nhỏ với chiều dài cơ thể từ 95–135 cm (3,1-4,4 ft), chiều cao vai 65–75 cm (2,1-2,5 ft), và trọng lượng từ 15–35 kg (33-77 Ib). Trong điều kiện thuận lợi, gạc của chúng có thể phát triển dài tới 18–20 cm với từ 2 đến bốn nhánh. Khi mới mọc, gạc của chúng bao phủ trong một lớp lông mỏng như nhung và sẽ biến mất khi không còn nguồn cung cấp máu cho gạc. Những con đực có thể tăng tốc quá trình này bằng cách chà xát gạc vào thân cây để gạc cứng và sắc nhọn hơn cho các trận chiến tranh giành bạn tình. Gạc của chúng sẽ bắt đầu mọc lại ngay sau khi rụng.